# Wykup menedżerski
Wykup menedżerski (ang. management buyout, MBO) – sytuacja w której przedsiębiorstwo zostaje zakupione bądź wykupione przez zarządzającą nim kadrę kierowniczą.
Powodem takiego przejęcia może być zainteresowanie managerów sukcesem przedsiębiorstwa lub utrzymaniem własnych miejsc pracy. W przypadku gdy przedsiębiorstwo przeznaczone jest do zamknięcia lub przejęcia przez zewnętrznego inwestora, istnieje możliwość, że mógłby on zmienić kadrę kierowniczą i pozostawić aktualnych managerów bez pracy.
Oprócz fuzji i przejęć, także MBO odgrywają ważną rolę w restrukturyzacji przedsiębiorstw. Głównym zobowiązaniem takiego działania jest sprawiedliwość wobec akcjonariuszy.